# ミカロユス・ラドヴィライティス
ミカロユス・ラドヴィライティス（リトアニア語:Mikalojus Radvilaitis, Mikalojus Radvila Senasis, ポーランド語: Mikołaj Radziwiłłowicz, 1450年頃 - 1509年7月16日）は、リトアニアの貴族。父称のラドヴィライティスは、その子孫であるラジヴィウ家の家名となった。

## 人物
リトアニア宮内長官を務めたラドヴィラ・アスティカスの息子に生まれた。ミカロユスは1481年12月2日からスモレンスクの総督となり、翌1483年には10000人の強兵がスモレンスク一帯の防衛のために彼の下に召集された。彼は1488年5月31日よりトラカイ城代およびナヴァフルダクの総督となり、後にはビェルスク・ポドラスキの総督をも兼ねた。1492年にヴィリニュス県知事、1504年には初代のリトアニア大法官となり、終身でその任にあった。
彼の息子ミカロユス、ヨナス、ユルギスは、3つに枝分かれしたラジヴィウ家の始祖となった。また娘のオナはマゾフシェ公国の統治者コンラト3世と結婚した。